# المدرسة الشاذبختية
المدرسة الشاذبختية إحدى المدارس التاريخية الأثرية في مدينة حلب القديمة. تم بنائها في أيام الملك الظاهر غازي عام 1193م. وتعرف باسم مسجد الشيخ معروف، تحتوي امدرسة لوحة شهيرة تحمل كتابة نسخيّة تدل على أن هذه المدرسة هي وقف قدمها «شاذبخت عتيق» الملك العادل «محمود بن زنكي» لأصحاب الإمام أبي حنيفة النعمان، والشاذبختية هي مدرسة وتربة ينتهي بابها بنصف كرة ومقرنصات بديعة، وبالداخل غرفة مربعة كانت تتقدمها أقواس تهدمت في الوجه الغربي للباحة الداخلية وتعلو القبلية قبة تضم محراباً رائعاً أيوبي الطراز من المرمر وفيه عمودان ينتهيان بتيجان جميلة.